# Лавовий потік

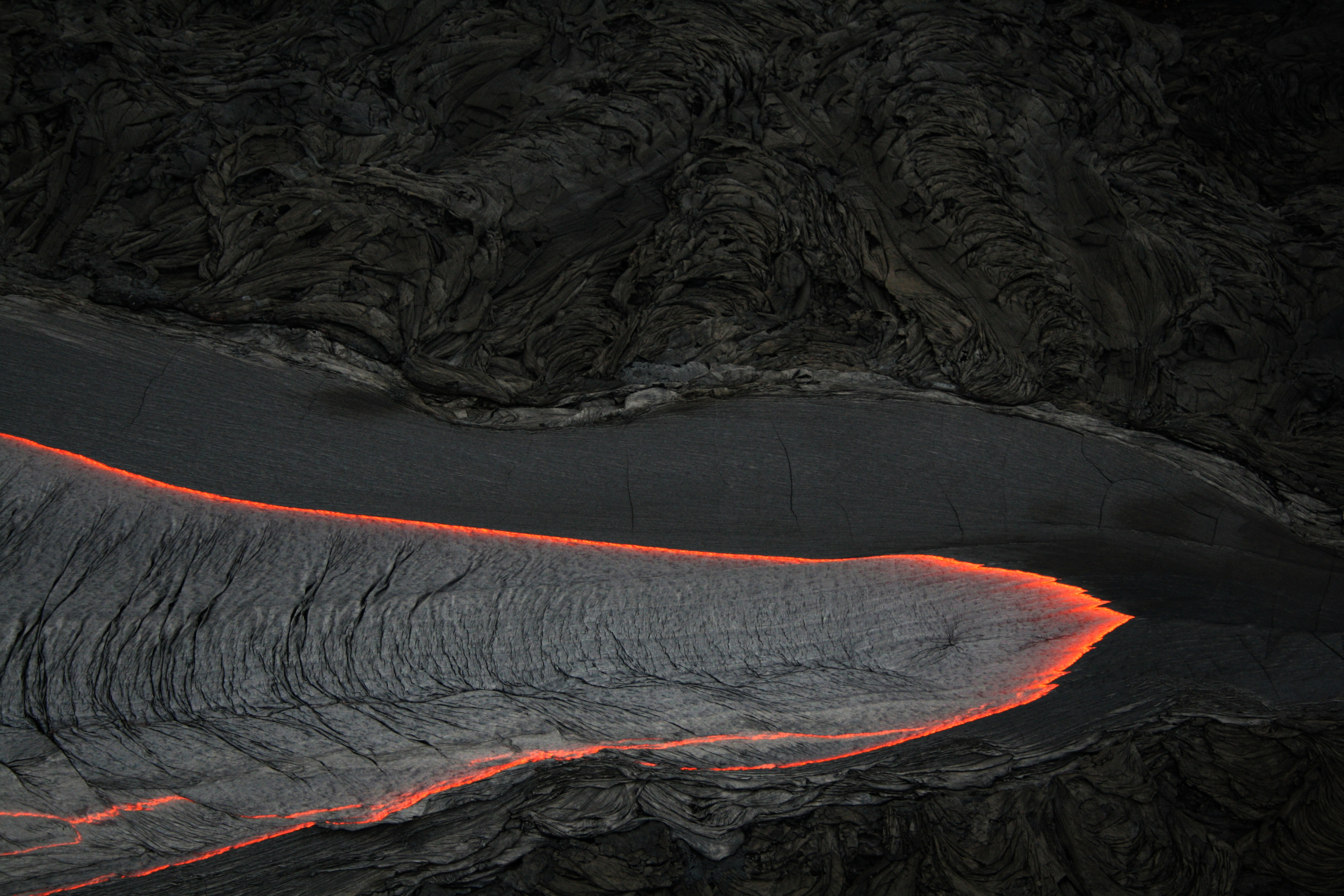
Потік пахойхой-лави, Гаваї (США), 2007

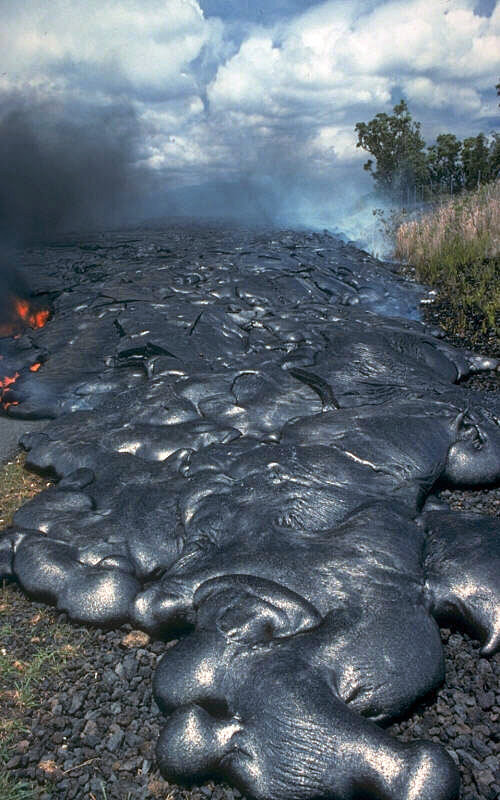
Потік пахойхой-лави, Гаваї, 1990.

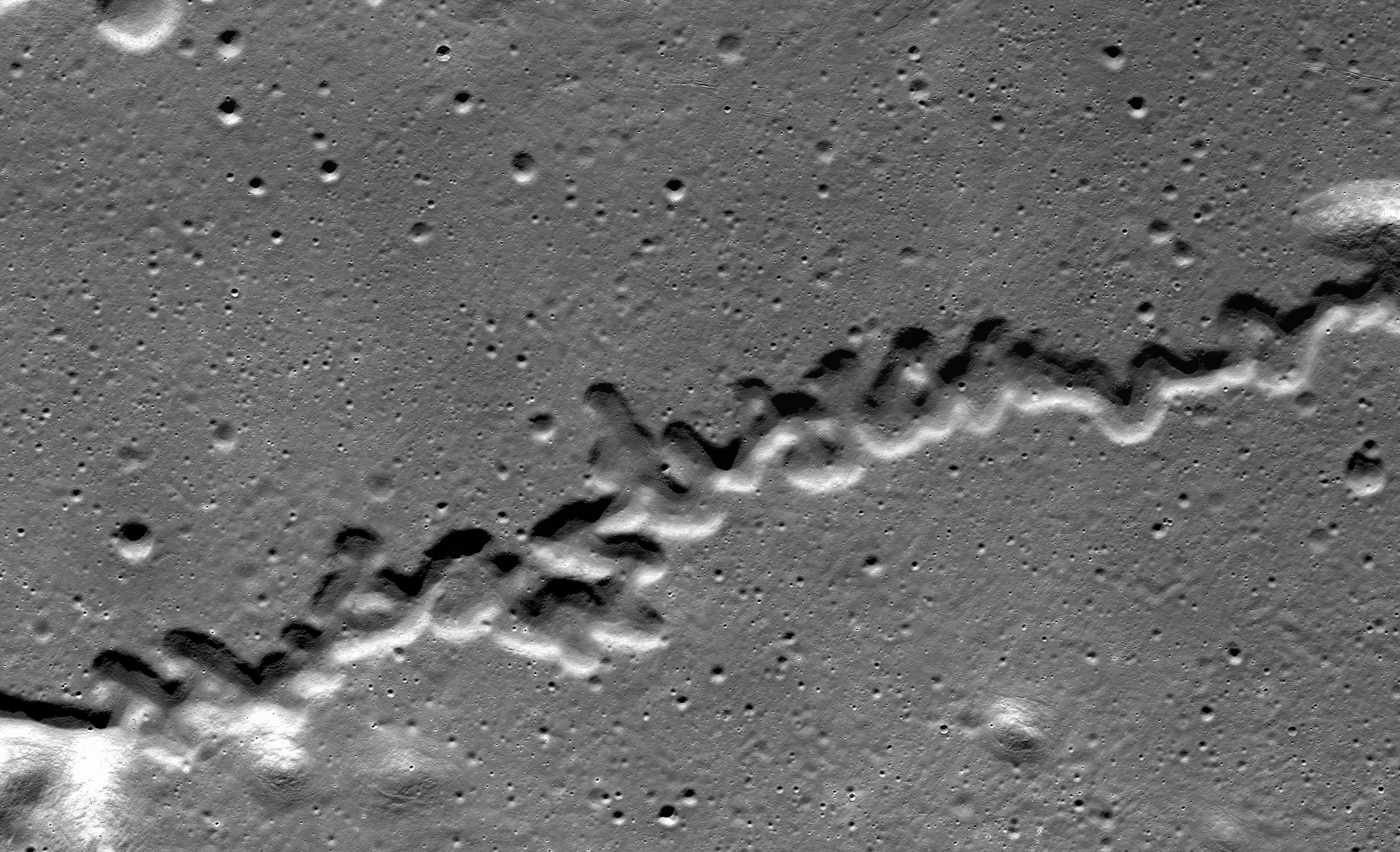
Русло меандрованого лавового потоку на Місяці, в кратері Посідоній (ширина знімка — 22 км, повна довжина русла — понад 200 км).

Лавовий потік (рос. лавовый поток, англ. lava flow, lava stream; нім. Lavaausfluss m, Lavastrom m) —
1. Текуча, щойно вивержена лава у розплавленому стані.
2. Форма залягання лави, що вилилася з вулкана, яка характеризується значною довжиною і невеликою шириною. Потоки кислих лав звичайно короткі (1-10 км) і потужні, базальтових — довгі (до 60-80 км) і незначні за потужністю.
Відомий лавовий потік довжиною до 120 км, утворений ісландським вулканом Трьолладинг'я. Найдовший відомий лавовий потік Землі має довжину 160 кілометрів і знаходиться поблизу курорту Ундар в Австралії. Найбільший із відомих лавових потоків Землі мав площу 970 квадратних кілометрів та об'єм 26 кубічних кілометрів і утворився при виверженні в Ісландії приблизно 8600 років тому.

## Будова
Текстури лавових потоків визначаються пористістю, наявністю включень і особливостями будови. за ступенем пористості лавові потоки можуть бути поділені на монолітні або слабопористі, сильнопористі або пінисті і пористі пірокластові, за наявністю включень — на кластолави і лавобрекчій, а по в'язкості — на рідкі і в'язкі.
Рідкі лавові потоки зазвичай малопотужні, з пористою зоною вгорі і внизу потоку, з бульбашками, порожнинами та тунелями, з хвилястою поверхнею і т. д. В'язкі лавові потоки більш потужні (до десятків метрів), стрічкоподібної форми, зі слабкою пористістю, відсутністю бульбашок і порожнин, з глибовою поверхнею різного типу. Ламінарний плин лави сприяє утворенню трахітової структури, в областях гарту лав склоподібні структури, далі від поверхні утворюються гіалопілітові, а в центральних частинах потоків інтерсертальні або долеритові структури. Крім того, в лавах існують ознаки мікронеоднорідності — наявність моно- і полімінеральних сферолітів, більших кульових відокремлень, глобулу, фенокристалі і ін., які розподіляються в потоці в деяких випадках впорядковано.
Флюїдальність добре проявляється в кислих породах, менш чітко в породах середнього складу, і майже не виражена в основних лавах.
Наземні (аеральні) лавові потоки часто мають відокремленість: у верхній і нижній частині потоки пластові, а в центральній — стовбчасті, орієнтовані зазвичай до кордонів потоку.
Іноді в центральній частині потоку може бути стовбчаста окремість похилого залягання, сформована трохи пізніше окремо в кровлевій і підошовній частині потоку. Її нахил вказує на напрямок течії лави. Стовпчаста окремість властива базальтовим лавам платформенного і посторогенного вулканізму, але зустрічається і в лавах орогенних структур, а також в гіпабіссальних дайках.
Потоки і покриви, що утворилися в морському середовищі, більш витримані по потужності, в пірокластичних шарах може спостерігатися градаційна шаруватість, а в лавових потоках — подушкова і кульова окремість. Нагромаджені на морському дні еффузивні породи піддаються зеленокамінному переродженню (хлоритизаціі і серпентинізації), а серед основних порід нерідко присутні спіліти (альбітізіровані діабази).
Внутрішньо будова лавових потоків характеризується рядом особливостей. Шаруватість в них зазвичай погано виражена. Для картування краще використовувати ознаки визначення покрівлі і підошви потоків або покривів. Покрівля лавового потоку має хвилясту, бульбашкову поверхню. У верхній частині лавового потоку масивних і хвилястих лав порода буде мати афанітовий вигляд, кірки виламування, структури скручування, зони пористих або миндалекамінних порід, а в нижній — порода буде більше кристалічного, з уламками нижчих порід, з екзо- і ендоконтактною зоною гарту. Між шаром монолітної лави і лавокластитом зазвичай знаходиться шар лавобрекчію.
У потужних покривах як опорні поверхні можна використовувати кордони між відкладеннями різного складу, які зазвичай відрізняються забарвленням, текстурою або структурою. Як маркери горизонтів можна використовувати лінзи, шари або горизонти  пірокластичних порід, що знаходяться між лавовими потоками.